# 김나연 (미스코리아)
김나연(1992년 4월 5일 ~ )은 대한민국의 2012년 미스코리아 미(美)이다.

## 프로필
- 출생: 1992년 4월 5일
- 신체: 172.3cm, 54.1kg, 34-24-36
- 학력: 경북대학교 국어국문학과
- 수상: 2012년 미스코리아 미(美), 2012년 미스코리아 대구 진(眞)
- 취미: 요가, 등산
- 특기: 기타연주

## 연기 활동

### 드라마
- 2015년 KBS1 KBS 웹드라마 스페셜  《미싱코리아》... 김은혜 역